# Aspigonus japonicus
Aspigonus japonicus är en stekelart som beskrevs av Watanabe 1972. Aspigonus japonicus ingår i släktet Aspigonus och familjen bracksteklar. Inga underarter finns listade.